# Dogliani
Dogliani är en ort och kommun i provinsen Cuneo i regionen Piemonte i Italien. Kommunen hade 4 691 invånare (2018).